# Малая депрессия
Малой депрессией (субдепрессией, субклинической депрессией, субсиндромальной депрессией) называется депрессивное состояние, не доходящее по тяжести и/или по формальным диагностическим критериям МКБ-10 до диагноза большая депрессия — либо нет всех необходимых для постановки диагноза большой депрессии симптомов, либо незначительно выражена их тяжесть, нет значительного нарушения жизнедеятельности и социального функционирования.
Малая депрессия является психогенной депрессией и делится на два вида: реактивную и невротическую. Различия между этими группами нечёткие, обе группы можно представить в едином пространстве депрессивных состояний. Диагностику малой депрессии по-прежнему проводят в соответствии с «экспериментальными критериями Фейгнера»: подавленное настроение и ангедония в течение не менее двух недель и любые два из девяти критериев большой депрессии.